# Захтева питање
Захтева питање (лат. Petitio principii - под претпоставком тврдње) је неформална логичка грешка коју је приметио још Аристотел и забележио је у делу Аналитика прва. У питању је логичка грешка која настаје када се недоказана тврдња користи као да је доказана и зато узима за премису. Проблем у оваквој премиси је то што да би закључак био тачан, мора и премиса бити тачна, што у овој логичкој грешци није случај.

## Примери
- Убиство је противзаконито и зато абортус треба бити противзаконит.

Аргумент се заснива на претпоставци да је абортус исто што и убиство, а у овом случају нема додатних аргумената да јесте.
- Паранормалне активности постоје, јер се оно што се мени десило може објаснити једино као паранорално.

Премиса је нетачна, јер се базира на логичкој грешци аргумент из незнања. Самим тим што премиса није валидна, ни закључак није валидан.